# Hannah Woolley
Hannah Woolley, de vegades escrit Wolley (1622–aprox. 1675), va ser una escriptora anglesa que va publicar alguns dels primers llibres sobre tasques de la llar, i probablement la primera persona a guanyar-se la vida amb aquesta feina.

## Vida
La seva mare i germanes grans tenien coneixements de medicina i cirurgia, i va aprendre d'elles. No es tenen dades de son pare.
Des del 1639 fins al 1646 Woolley va treballar de criada per a una dona de nom desconegut, probablement Anne, Lady Maynard (d. 1647). Durant aquest període va aprendre nombrosos remeis i receptes. Es casà amb Jerome Woolley, un director d'escola, el 1646. Junts van portar una escola gratuïta a Newport, Essex. L'escola quedava molt a prop de la casa de Lady Maynard, a Little Easton. A l'escola va poder practicar la medicina de la seva família. Uns anys més tard, els Woolley van obrir una escola a Hackney, Londres. Va tenir 4 filles i 2 fills, i Hannah considerava que tenia un matrimoni feliç.
Esdevingué vídua el 1661, i a partir d'aquell any va començar a escriure llibres sobre tasques de la llar. Escrivia sobre receptes de cuina, apunts sobre les tasques, instruccions sobre brodat, l'etiqueta de l'escriptura de tasts, consells medicinals i perfumeria. Els seus llibres eren molt populars. El seu primer llibre, The Ladies Directory, va ser costejat amb els diners de la seva pròpia butxaca el 1661, i es va reimprimir el 1664. El seu segon llibre, The Cooks Guide, va ser costejat per l'editor i està dedicat a la seva filla Mary i a la filla de Lady Maynard, Lady Anne Wroth (1632–1677).
Woolley va aconseguir una bona reputació com a metgessa, a pesar de no tenir estudis formals i d'un entorn que no valorava les aportacions de les dones a la medicina. Feia servir els seus llibres com a reclam publicitari i convidava els lectors a consultar-la en persona.
Es va tornar a casar el 1666 a St. Margaret, Westminster, amb Francis Challiner, un vidu dos anys més gran que ella, però ell va morir abans del febrer de 1669. La data exacta de la mort de Hannah Woolley no es coneix. No es coneix cap reacció seva cap a un llibre plagiat de 1675, anomenat The Accomplish'd Ladies Delight. Anteriorment sí que havia respost als plagis, per tant és possible que morís abans de la seva publicació.

## Obres
- 1661 – The Ladies Directory
- 1664 – The Cooks Guide
- 1670 – The Queen-Like Closet; se'n van publicar dues edicions en alemany amb el nom de Frauenzimmers Zeitvertreib[2]
- 1672 – The Ladies Delight
- 1674 – A Supplement to the "Queen-Like Closet," or A Little of Every Thing

Una obra no autoritzada basada en els seus llibres es va publicar el 1673, anomenada The Gentlewoman's Companion. Se'n van publicar altres obres no autoritzades: el 1675, The Accomplished Ladies Delight, i el 1685 The Compleat Servant-Maid. Igual que les seves obres autèntiques, els plagis també es reeditaven sovint. Fins recentment hi havia poques discussions crítiques i acadèmiques sobre les seves obres. La majoria de converses acadèmiques sobre Woolley se centraven principalment en el seu paper com a dona en un mercat masculí i en la seva opinió sobre l'educació de les dones. No obstant això, publicacions recents suggereixen que les discussions sobre Wolley es poden estendre per incloure converses sobre la fluïdesa de l'autoria al segle xvii i els canvis en les actituds sobre l'autoria i la propietat intel·lectual.